# Miloševac (Velika Plana)
Miloševac (serbocroata cirílico: Милошевац) es un pueblo de Serbia perteneciente al municipio de Velika Plana en el distrito de Podunavlje del centro del país.
En 2011 tenía 2967 habitantes. Casi todos los habitantes son étnicamente serbios.
Se conoce la existencia del pueblo desde los censos otomanos de 1476-1478, cuando se menciona como un importante pueblo de unas doscientas cincuenta casas, siendo el asentamiento rural más grande del sanjacado de Smederevo. Tras integrarse a principios del siglo XVIII en el reino de Serbia de los Habsburgo, el pueblo fue gravemente afectado por la guerra austro-turca (1735-1739), y tras la firma del tratado de Belgrado sus habitantes huyeron al reino de Hungría; debido a ello, los otomanos repoblaron el asentamiento en las décadas posteriores con valacos procedentes de la zona de Negotin. Tras la guerra austro-turca (1787-1791), los valacos regresaron a Negotin y el pueblo fue repoblado nuevamente con serbios procedentes de Voivodina. La principal consecuencia de estos movimientos, añadidos a la posterior Revolución serbia, fue una notable reducción de la población, que no se recuperó hasta finales del siglo XIX.
Se ubica unos 10 km al norte de la capital municipal Velika Plana, a medio camino entre el río Gran Morava y la carretera 158.